# Pfaffengrund (Ettersburg)
Im thüringischen Ettersburg gibt es eine Talsenke, die durch die Lache am Ettersberg durchquert wird, die Pfaffengrund genannt wird. Diese erstreckt sich über die gesamte Breite von Ettersburg und reicht bis zur L  1054, die in Richtung Ramsla führt. Der Pfaffengrund liegt geologisch hinter dem Ettersberg-Sattel. Der Untergrund ist Muschelkalk. Er ist zugleich die Nordgrenze des Ettersberges, an dessen Fuß Schloss Ettersburg liegt. Ein anliegendes Waldstück heißt auch Pfaffenschlag.
Die Namensgebung des Tals und auch des erwähnten Waldstücks unterhalb des Parks von Schloss Ettersburg geht auf die Gründung von Ettersburg zurück, wovon noch Reste der Ettersburg übriggeblieben sind. Berno von Querfurt hatte dieses 1089 als Augustinerchorherrenstift gegründet, was eine Stiftungsurkunde des Grafen Berno von Querfurt bezeugt, die als urkundliche Ersterwähnung des Ortes gilt. Der Graf stiftete ein Augustinerkonvent, das dem Augustinerkloster Mainz unterstellt war. Das Stift bestand bis 1525 und verfiel danach.
Ein Straßenzug in Ettersburg heißt Über dem Pfaffengrunde.